# Mogyoróormányos
A mogyoróormányos (Curculio nucum) az ízeltlábúak (Arthropoda) törzsébe, a bogarak (Coleoptera) rendjébe, ezen belül a Ormányosbogár-félék (Curculionidae) családjába tartozó faj.
Népies elnevezései: mogyorózsuzsok, dió eszelénye, közönséges makkony, mogyorófúró bogár, mogyoróbogár.

## Elterjedése
Ausztria, Belorusszia, Belgium, Dánia, Amerikai Egyesült Államok, Egyesült Királyság, Franciaország, Írország, Lengyelország, Lettország, Magyarország, Moldova, Németország, Norvégia, Olaszország, Portugália, Románia, Svájc, Svédország.

## Előfordulása
Mogyoróbokrok közelében, erdőkben, kertekben él.

## Megjelenése

### Lárvája
A mogyoróérés kezdetére éri el teljes, 6-8 mm-es hosszúságát. A test enyhén görbült, ráncos, színe csontfehér, a fej sárgásbarna.
Lábatlan, fejtokja kemény.

### Imágója

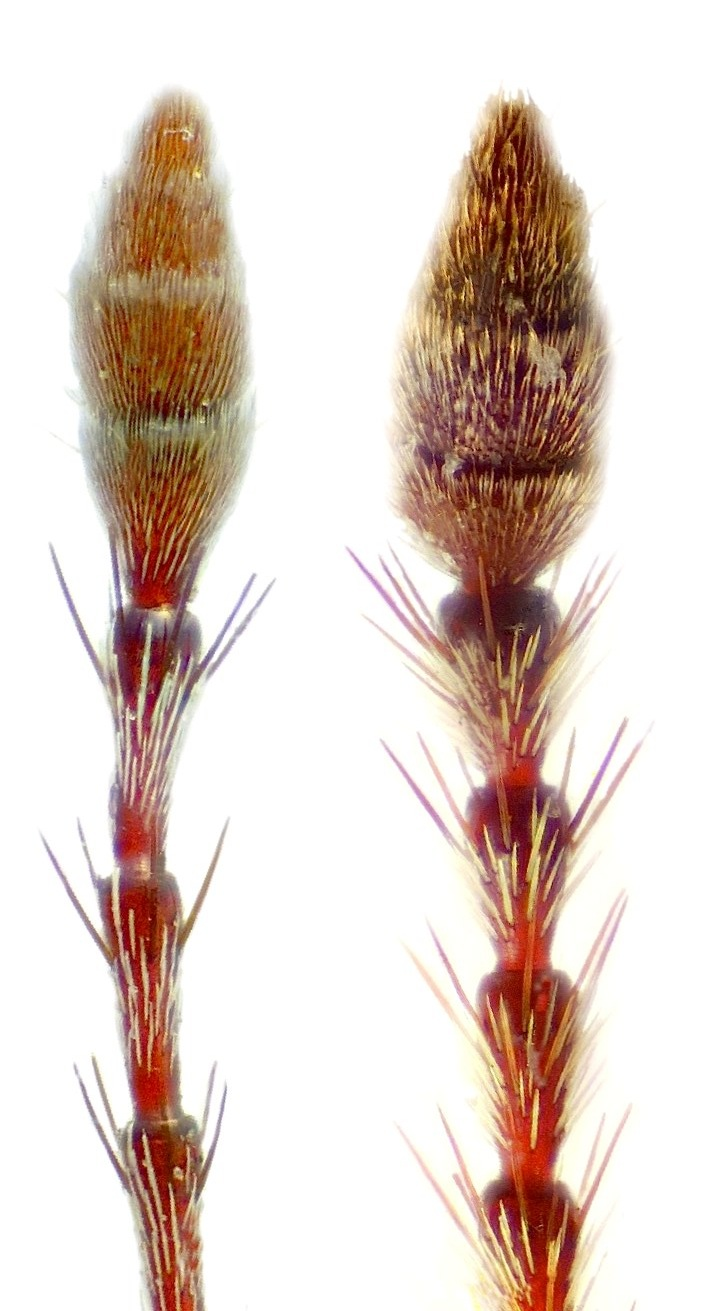
Csápvégei

Testhossza 6-9 mm, a teljes testhossz majdnem 2 cm,
melyből a rendkívül hosszú, jellegzetes, hajlott, vékony ormány a hímnél hosszabb, mint a fej és az előtor együttvéve, a nősténynél pedig a testtel körülbelül azonos hosszúságú.
A fej ormányszerűen megnyúlt, a végén helyezkednek el a rágók. Csápja sűrűn szőrözött, a csápnyélen túl megtörik (úgynevezett térdes csáp), az ormány tövéből ered és az ormány oldalán található barázdába behúzhatóak. Utolsó három-négy íze bunkószerűen megvastagodott.
Lába erős, karma tövig hasított. 
Négy lábfejíze van.
Színe világosbarna, a nyakpajzsán és szárnyfedőin elmosódott világosabb foltokkal.
A szárnyfedőin a varrat mentén felálló szőrtaraj van.

## Életmódja

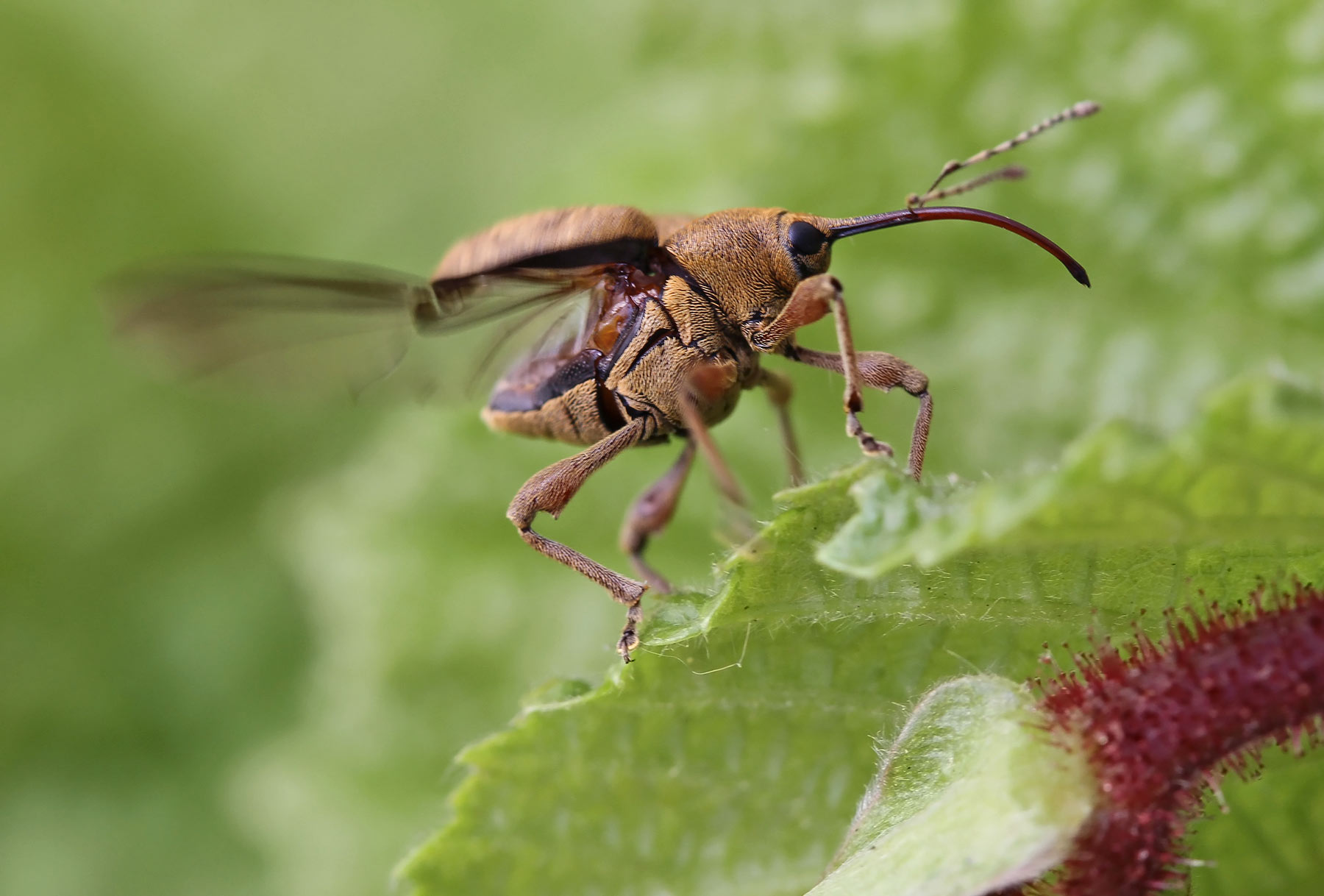

Az imágók májusban kezdenek rajzani, gyümölcsfákon 1-3 hétig táplálkoznak, majd a párzást követően a mogyoróbokrok terméseibe lyukat fúrnak és belehelyezik a petéiket. A lárvák a teljes kifejlődés után kirágva a mogyorót a földre esnek, majd 20-50 cm-es mélységben, a talajba fúrva, maguk építette földgubóban bebábozódva, nyugalmi állapotban vészelik át a telet. A lárva populáció kb. 1/3-a tavasszal nem alakul át, hanem 1-2 évig nyugalomban marad. Egy nemzedékes faj.
A felnőttek körülbelül 3 hónapig élnek.

## Szaporodása

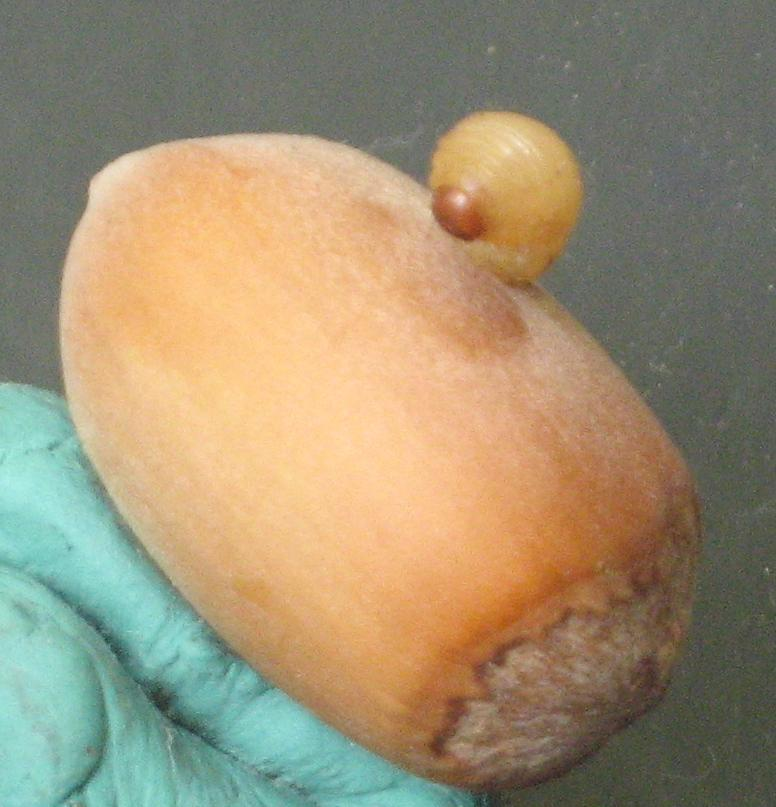

A júniusi párzás után a nőstény a fejlődésben lévő mogyoróterméseket keresi fel, ormányával 0,5-5 mm-es  lyukat fúr a még lágy termésbe, majd a mogyoró tejes bélrészébe általában egy petét helyez el, ritkán kettőt, vagy hármat. A szúrás helye a termés növekedésével szinte teljesen eltűnik. Általában 25-30 petét rak egyetlen nőstény. A lárvává fejlődés 8-10 napig tart, majd 30-50 napi  táplálkozás szükséges a teljes kifejlődésig. Ennyi idő alatt a mogyoróban fejlődő mogyoróbelet szinte teljesen el is fogyasztja. Ezután erős rágójával kb. 2 mm nagyságú lyukat rágva jut ki, majd a talajban bebábozódik, ott alakul át bogárrá.

## Tápnövénye
A lárváknak a mogyoró, az imágók almán, körtén, cseresznyén, szilván, japánbirsen, mirabolánon, kőrisen, égeren táplálkoznak.

## Kártétele

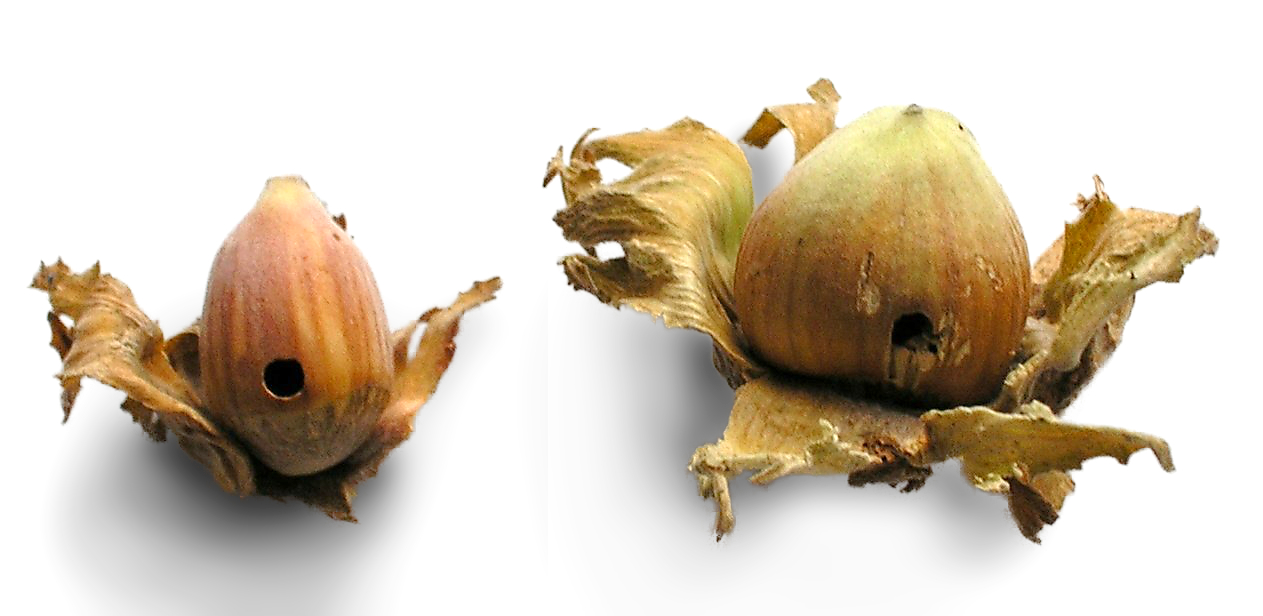

A mogyoró termésének legjelentősebb kártevője. 
A lárvák mogyorókban okozott kártétele olyan jelentős lehet, hogy a termés akár 70%-át is elpusztíthatják.
De nem csak a lárvák, hanem az imágók is jelentős károkat okozhatnak.  A gyümölcsfák virágainak, kocsányainak, friss hajtásainak és termésének rágásával utat nyitnak a monília penészgombáknak, melyek csapadékos körülmények között akár teljes terméspusztulást is okozhatnak, bár ez meglehetősen ritka.

### Megelőzés
A rajzás nyomon követéséhez fénycsapda, kopogtatóernyő, sátorizolátor használható. 
Lehet gyéríteni a kártevők számát, ha a mogyorót korán, közvetlenül a beérés után, szüretelik. Ilyenkor a kukacok nagy része még a gyümölcsökben van. A következő évi kártevő mennyiség jelentősen lecsökkenthető, ha szüret után a megfúrt szemeket kiválogatva, azokat megsemmisítik, vagy a termést pár napra vízbe teszik, ekkor a megfulladt kukacok az edény alján összegyűlnek.
Különösen nagy gazdaságokban ajánlott korán keményedő héjú fajtákat telepíteni (pl. Hallei óriás, Barcelonai), aminek a héját az imágók már nem tudják megfúrni.
Mogyoró ültetvények telepítésénél figyelembe kell venni a környezetet is. Mivel a mogyoróormányos a tölgy- és bükkmakkban is megél, ha ilyen erdő is van a környéken, nem ajánlott a telepítés.

### Védekezés ellene
A lárvák a mogyorótermések belsejében olyan védett helyen vannak, hogy bennük kárt tenni anélkül, hogy a mogyoró termésében is ne tennénk kárt, nem lehet. Egyedül csak az imágók ellen lehet védekezni. Mivel az imágó rajzás 4-6 hétig is elhúzódhat, ezért hosszabb időn át, többszöri beavatkozással kell a számukat csökkenteni. Már háromszori védekezés is 5-10% alá szoríthatja a fertőzött termések számát.
Kiskertekben a legolcsóbb és talán leghatékonyabb védekezés a hajnalban ponyvára, vagy nylonra lerázott és összegyűjtött bogarak, de ez is csak akkor hatásos, ha többször ismétlik, hiszen a rajzás akár két hónapig (május-június) is eltarthat. 
Nem szabad azt sem figyelmen kívül hagyni, hogy az imágók nem csak a mogyoróbokrokon, hanem a csonthéjas termésű gyümölcsfákon is megtalálhatóak. Az összegyűjtés ezekre a területekre is ki kell, hogy terjedjen.
Egyes megfigyelések szerint, 0,3 kg kenőszappan és 0,3 l denaturált szesz keverék (10 l permetlére vonatkoztatva) eredményesen visszaszoríthatja e kártevőket.
Nagy ipari ültetvényeken erős toxicitású és hosszú hatású készítményeket (metidation, karbaril, piretroid stb.) alkalmaznak.

## Képgaléria
|  |  |  |  |